# Eduardo de Deus
Eduardo Rodrigues dos Santos de Deus Junior (né le 8 octobre 1995) est un athlète brésilien, spécialise des haies.

## Biographie
Il bat son record personnel en 13 s 56 pour remporter, derrière Javier McFarlane, la médaille d'argent lors des Championnats ibéro-américains d'athlétisme 2016 à Rio de Janeiro.
Le 11 juin 2017, il porte son record sur 110 m haies à 13 s 51 (+0.8) à São Bernardo do Campo (Arena Caixa), avant de devenir champion d'Amérique du Sud à Luque le même mois.
Le 11 juin 2019, lors des Paavo Nurmi Games, il porte son record personnel en 13 s 42. Le 30 juin 2019 au Résisprint de La Chaux-de-Fonds, il améliore ultérieurement ce record en 13 s 30.

### Palmarès
| Date | Compétition                            | Lieu           | Résultat | Performance |
| ---- | -------------------------------------- | -------------- | -------- | ----------- |
| 2014 | Championnats d'Amérique du Sud espoirs | Montevideo     | 2e       | 13 s 85     |
| 2016 | Championnats ibéro-américains          | Rio de Janeiro | 2e       | 13 s 56     |
| 2017 | Championnats d'Amérique du Sud         | Luque          | 1er      | 13 s 42     |
| 2018 | Jeux sud-américains                    | Cochabamba     | 1er      | 13 s 44     |
| 2022 | Championnats ibéro-américains          | La Nucia       | 3e       | 13 s 53     |
| 2023 | Championnats d'Amérique du Sud         | São Paulo      | 1er      | 13 s 58     |
| 2023 | Jeux panaméricains                     | Santiago       | 1er      | 13 s 67     |
| 2024 | Championnats ibéro-américains          | Cuiabá         | 1er      | 13 s 24     |

### Records
| Épreuve          | Performance | Lieu      | Date         |
| ---------------- | ----------- | --------- | ------------ |
| 110 mètres haies | 13 s 27     | São Paulo | 28 juin 2024 |